# Falsodihammus strandiellus
Falsodihammus strandiellus är en skalbaggsart som beskrevs av Stefan von Breuning 1942. Falsodihammus strandiellus ingår i släktet Falsodihammus och familjen långhorningar. Inga underarter finns listade i Catalogue of Life.